# Záhoří, Semily
Záhoří là một làng thuộc huyện Semily, vùng Liberecký, Cộng hòa Séc.